# Шудек
Шудек (баш. Шудек) — село в Янаульском районе Республики Башкортостан Российской Федерации. Центр Шудекского сельсовета.

## География

### Географическое положение
Находится на левом берегу реки Шудек. Расстояние до:
- районного центра (Янаул): 7 км,
- ближайшей ж/д станции (Янаул): 7 км.

## История
Деревня известна с 1683 года, основана удмуртами на вотчинных землях башкир Уранской волости Осинской дороги. В 1795 году здесь проживал 281 тептярь из удмуртов (148 мужчин и 133 женщины).
VII ревизия в 1816 году показала 252 человека, следующая (VIII) ревизия 1834 года — 228 жителей в 35 дворах. 
В 1842 году жители деревни владели 365 десятинами пашни, была водяная мельница. Им принадлежало 110 лошадей, 90 коров, 300 овец и 100 коз. У пчеловодов было 18 ульев.
В 1859 году взято на учет 318 человек.
В конце 1865 года — деревня Шудикова 3-го стана Бирского уезда Уфимской губернии, 55 дворов и 340 жителей (191 мужчина и 149 женщин), тептяри. Жители занимались сельским хозяйством и лесным промыслом.
В 1896 году в деревне Шудикова Байгузинской волости IV стана Бирского уезда — 58 дворов и 363 жителя (190 мужчин, 173 женщины). По описанию, данному в «Оценочно-статистических материалах», деревня была расположена в 120 верстах от уездного города Бирска, а также в 12 верстах от деревни Айбуляк и в 8 верстах от Истяка, куда в основном сбывалась сельхозпродукция. Деревня находилась в центре земельного участка; пашня была по ровной низменности, распахана давно и сильно выпахана. Почва — чернозём с примесью глины, подпочва — серая вязкая глина. Севооборот — трёхполье. Пахали однолемешными с отвалом сохами, было 5 веялок. 50 хозяйств практиковали удобрение. Скот местной породы пасся по пару, а также по свободным угодьям и в лесу. Лес находился по берегу реки, пользовались им без дележа. Сенокос — суходольный и болотный, по ровной низменности. Половина населения арендовала пашню и сенокос в соседних дачах. В деревне было 2 обдирки полбы и овса и одна кузница.
В 1906 году в деревне 59 дворов и 351 человек (183 мужчины, 168 женщин), бакалейная лавка.
По данным подворной переписи, проведённой в уезде в 1912 году, деревня Шудикова входила в состав Можгинского сельского общества Байгузинской волости. В ней имелось 67 хозяйств «вотяков-припущенников», где проживало 363 человека (189 мужчин, 174 женщины). Количество надельной земли составляло 794 казённых десятин (из неё 48 десятин сдано в аренду), в том числе 429 десятин пашни и залежи, 276 — сенокоса, 38 десятин леса, 40 десятин усадебной земли и 11 — неудобной земли. Также 58,67 десятин было арендовано. Посевная площадь составляла 377,21 десятин, из неё 38,8 % занимала рожь, 23,3 % — овёс, 13,4 % — греча, 12,3 % — полба, 8,4 % — горох, остальные культуры (конопля, просо, картофель и лён) занимали 3,6 % посевной площади. Из скота имелось 141 лошадь, 206 голов КРС и 486 овец. 16 человек занимались промыслами. 2 хозяйства держали 37 ульев пчёл.
В 1920 году по официальным данным в деревне той же волости 63 двора и 441 житель (203 мужчины, 238 женщин), по данным подворного подсчета — 337 удмуртов, 102 русских и 9 башкир в 84 хозяйствах. К 1925 году осталось 54 хозяйства.
В 1926 году деревня относилась к Янауловской волости Бирского кантона Башкирской АССР.
В 1929—30 годах началась коллективизация, был создан колхоз, первое название которого было «Нижний Шады» (от названия реки). В 1937 году в деревне появилась начальная школа.
В 1939 году в деревне Шудек Можгинского сельсовета Янаульского района — 409 жителей (192 мужчины, 217 женщин).
В 1957 году на территории сельсовета был создан укрупнённый колхоз «Победа» с центральной усадьбой в Шудеке, год спустя появилось электричество.
В 1959 году здесь проживало 503 жителя (209 мужчин, 294 женщины), в 1970-м в селе Шудек — 533 человека (225 мужчин, 308 женщин). В этом году центр сельсовета был перенесён в Шудек, два года спустя для сельсовета было построено отдельное здание.
В 1967 году в Шудеке была построена восьмилетняя школа, которая в 1974 году стала средней.
В 1970—80-х годах развивалось строительство — в селе Шудек была построена свинотоварная ферма, молочно-товарная ферма, дом культуры. Была застроена Молодёжная улица.
В 1979 году в селе Шудек, центре Шудекского сельсовета — 520 жителей (226 мужчин, 294 женщины). В 1989 году здесь 495 жителей (239 мужчин, 256 женщин).
В 1995 году открылось новое двухэтажное здание школы.
В 2002 году — 486 человек (228 мужчин, 258 женщин), удмурты (93 %).
В 2010 году — 525 человек (255 мужчин, 270 женщин).

## Население
| 2002 | 2009 | 2010 |
| ---- | ---- | ---- |
| 486  | ↗548 | ↘525 |

## Инфраструктура
Имеются основная (до недавнего времени средняя) школа, сельский дом культуры, библиотека, 2 магазина, фельдшерско-акушерский пункт и 2 кладбища (одно из них — закрытое). Село газифицировано, основные улицы асфальтированы, есть водопровод. В новом микрорайоне «Италмас» строится детский сад.
Действуют СПК «Победа» (занимает 5417 га, из них 4898 га сельскохозяйственных угодий), молочно-товарная ферма, пилорама, столярная мастерская.